# Enocomia maestralis
Enocomia maestralis är en insektsart som beskrevs av Metcalf och Bruner 1925. Enocomia maestralis ingår i släktet Enocomia och familjen spottstritar. Inga underarter finns listade i Catalogue of Life.